# 권희경 (정치인)
권희경(權熙京, 1928년 2월 19일~1998년)은 조선민주주의인민공화국의 정치인이자, 외교관이다. 외무성 부상 및 소련 대사, 최고인민회의 대의원, 국제부 부부장 등을 지냈다.

## 참고 자료
- 통일부 정세분석국 정치군사분석과, 『2021 북한 주요인사 인물정보』(서울: 통일부, 2021)
- 현성일, 북한의 국가전략과 파워엘리트: 간부정책을 중심으로(서울: 선인, 2007)